# 独立リーグ連絡協議会
独立リーグ連絡協議会（どくりつリーグれんらくきょうぎかい、英語：JAPAN INDEPENDENT BASEBALL LEAGUE ASSOCIATION）は、日本で活動するプロ野球独立リーグ団体の取り纏め機関として、2010年から2014年まで存在した組織。略称はJIBLA（ジブラ）。

## 概要
任意団体として設立し、発足当時は都内のベースボール・マガジン社内に事務局が設置された。事務局長は各リーグの持ち回りで就任することとなっていたが、発足時点ではベースボール・チャレンジ・リーグ社員が担当していた。以後の事務局長については不明。

## 沿革
発足前年の2009年11月18日　四国・九州アイランドリーグ（現・四国アイランドリーグplus）、ベースボール・チャレンジ・リーグ、関西独立リーグ (初代)、ジャパン・フューチャーリーグ（当時は準備中。発足前にジャパン・フューチャーベースボールリーグに改称）の4リーグ代表者が東京に集まり、独立リーグ統一を目指した話し合い・意見交換（選手年俸、運営ルール等）をおこなった。
2010年4月1日、前記の4リーグが構成員となる形で協議会が発足した。
2010年7月9日　オリックス・バファローズが、BCリーグ・群馬ダイヤモンドペガサスの選手を獲得する、と発表した。この発表により、NPBとJIBLAとの間で、選手獲得ルールについての新たな合意をしていた事が明らかにされた。（詳細は後述）
ジャパン・フューチャーベースボールリーグは2010年限りで休止（事実上の解散）となり、協議会から脱退した。
2012年3月1日　NPB各球団が契約する育成選手の四国アイランドリーグplusとBCリーグへの派遣をNPB実行委員会が承認（詳細は後述）
。この際の報道により関西独立リーグが退会していたことが明らかになる。
関西独立リーグが2013年に解散した後、一部球団が2014年に新たに組織したBASEBALL FIRST LEAGUEは加入しなかった。
2014年9月1日、当協議会の担っていた機能を引き継ぐ形で新たに日本独立リーグ野球機構（IPBL Japan）が一般社団法人として発足し、協議会は役割を終えることとなった。

## 協力団体
日本女子プロ野球機構とは協力関係にあった。

## 目的
- 独立リーグ団体の取りまとめ機関として、他野球団体との交渉・調整を行う
- 独立リーグ間において、情報・ノウハウを共有することにより、効率的な運営を目指す
- 独立リーグ間の利害を調整し、公平で公正なルールを作成する
- マスメディアに対し、安定したデータ配信システムを構築し、共有する

## NPBとの間で結ばれた取り決め
- 2010年7月9日、NPBコミッショナー事務局とJIBLAとの間で、NPBの自由契約選手と外国人選手のシーズン中のNPB移籍に関する合意が結ばれていたことが明らかになる。NPB側でシーズン中に獲得したい独立リーグのドラフト対象外選手がいた場合、NPB事務局とJIBLA事務局間で身分照会を行い、独立リーグ球団側が移籍させる意思がある場合、NPB球団に意向を伝え、以降は両球団の直接交渉となる、というもの。移籍期限はNPBの支配下登録期限と合わせ、7月31日である。この合意により、群馬ダイヤモンドペガサスのフランシスコ・カラバイヨ選手がオリックス・バファローズに移籍し、独立リーグからNPBへシーズン中に移籍した最初の事例となった。[7]。のち、2013年に香川オリーブガイナーズからやはりオリックスに移籍したアレッサンドロ・マエストリが2例目となった。

- 2012年3月1日、NPB実行委員会は、NPB球団が保有する育成選手を四国アイランドリーグplusとベースボール・チャレンジ・リーグに派遣する制度を承認し、両リーグと派遣について合意した[3]。具体的には、NPB側は1球団最大4人まで、独立リーグ側は1球団最大5人まで、派遣と受け入れが可能とされた[8]。派遣期間はシーズン終了までだが、シーズン中の派遣または選手の入替も可能とし、給与はNPB側が負担する[3][8]。派遣対象となる選手は当初入団2年目以降だったが、2013年度から外国人選手に限って1年目から派遣が認められることになった[9]。この取り決めに基づき、2012年シーズンより、広島東洋カープの育成選手が四国アイランドリーグplusに派遣された。

## 新たな「独立リーグ連絡協議会」
IPBLが発足した後、2024年の時点ではNPBとIPBLの連携のための会議体として「独立リーグ連絡協議会」が存在すると報じられている。